# Dave Simmonds
Dave Simmonds (Londen, 25 oktober 1939 – Rungis (Frankrijk), 23 oktober 1972) was een Brits motorcoureur.

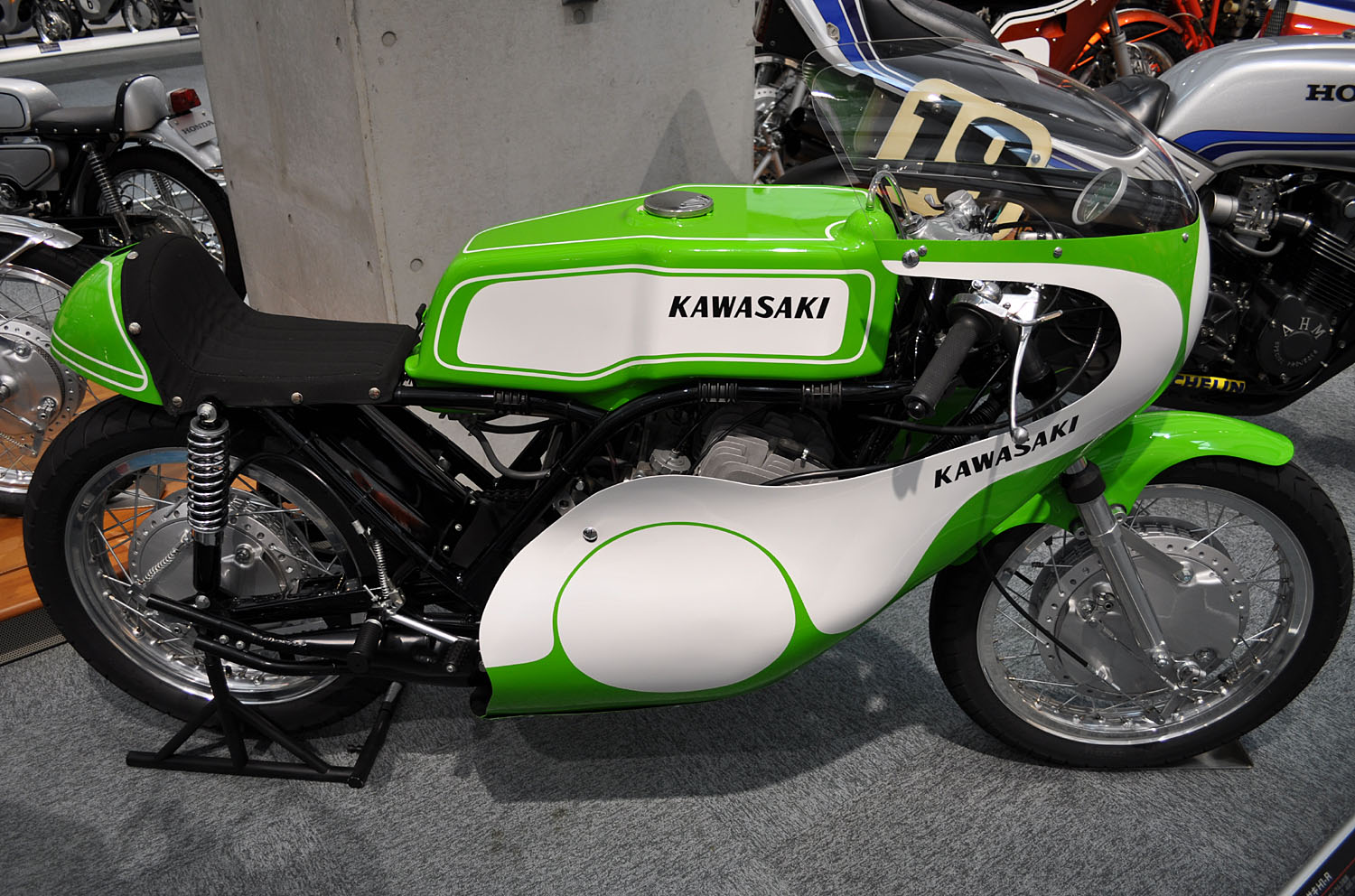
500 cc Kawasaki H 1 R

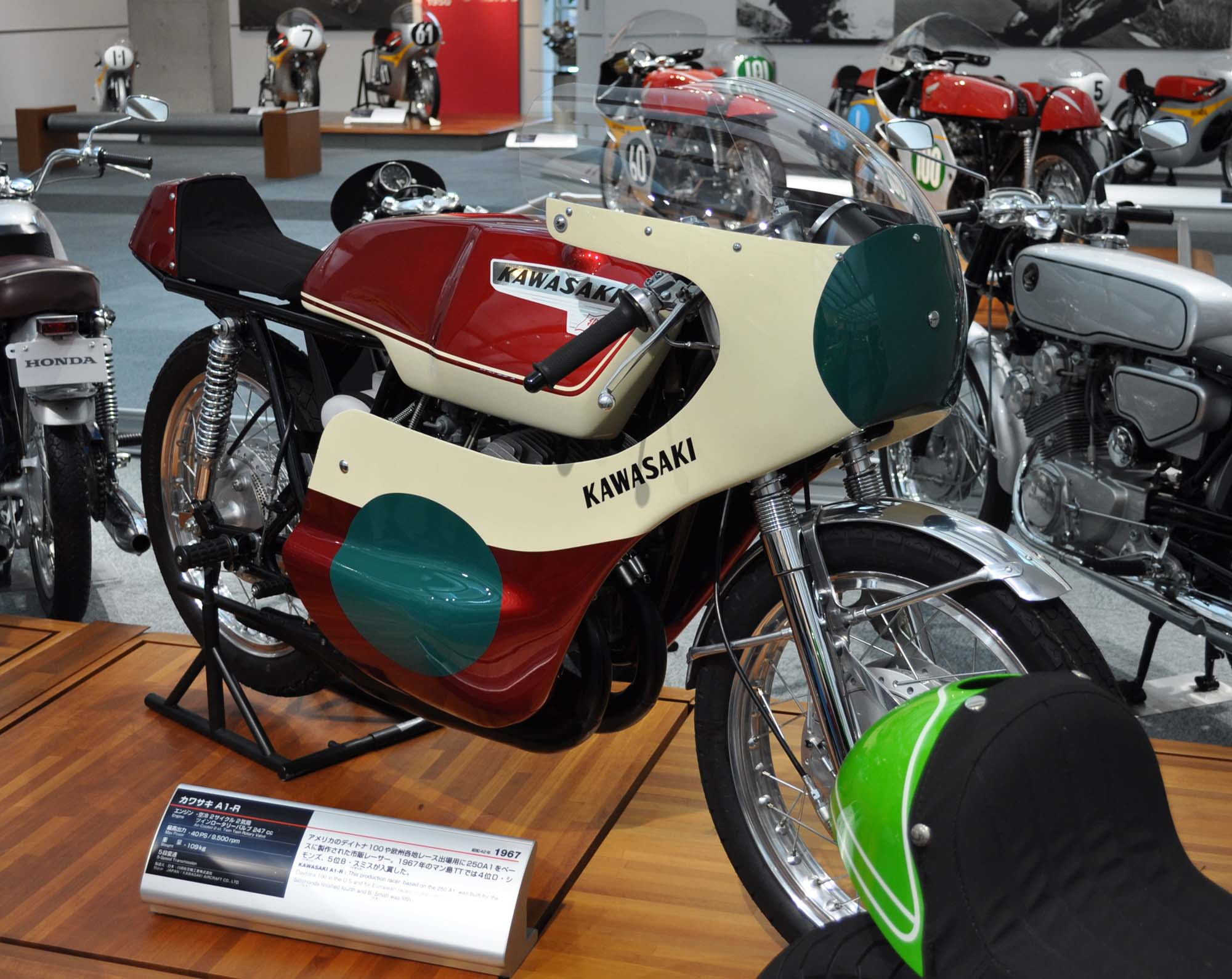
250 cc Kawasaki A 1 R

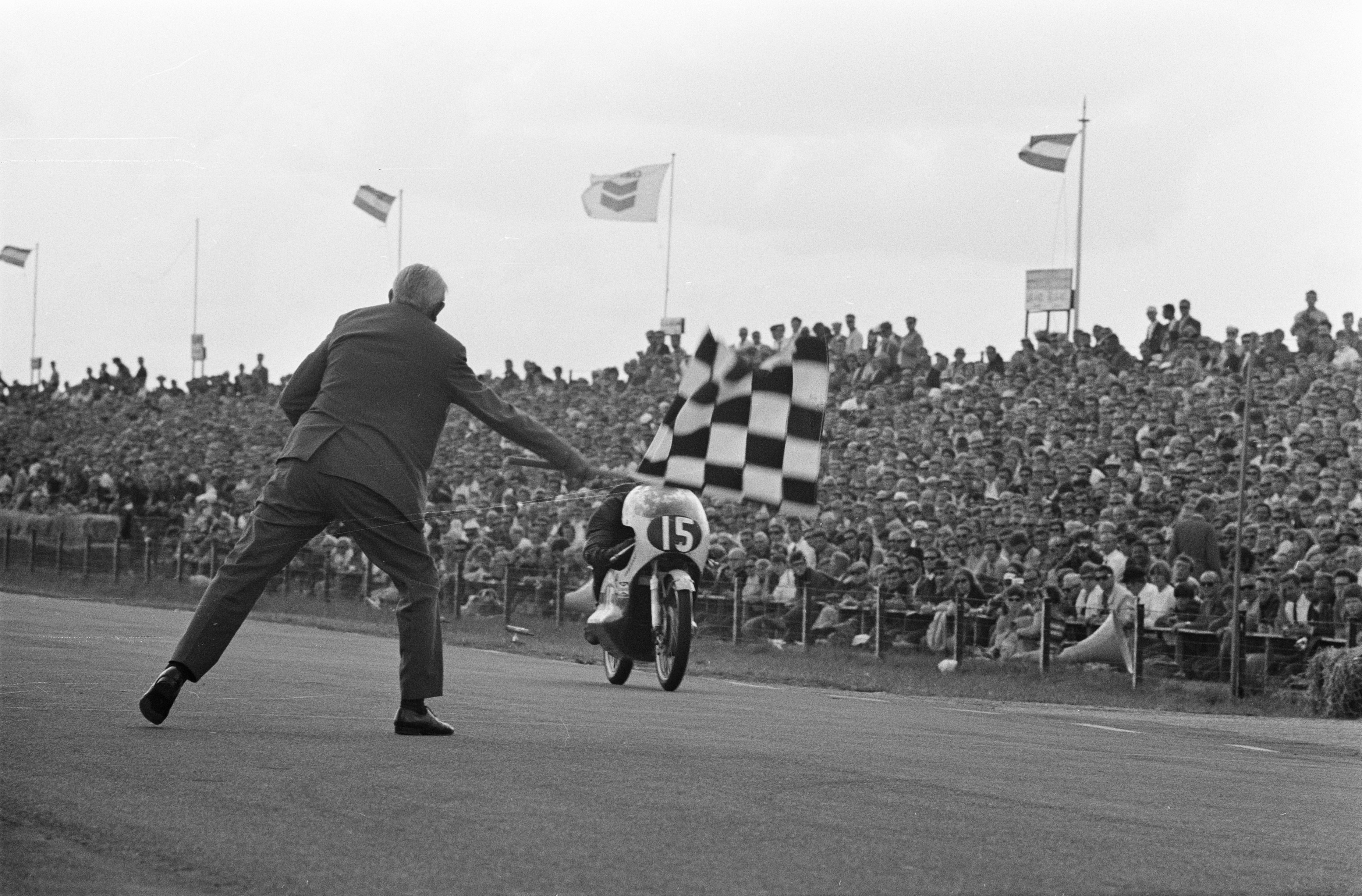
Dave Simmonds wint de 125cc-race van de Asser TT van 1969

## Algemeen
Simmonds debuteerde in 1966 op Honda in het wereldkampioenschap wegrace. Vanaf 1967 startte hij voor de Japanse fabrikant Kawasaki in de cilinderklassen 125 tot 500 cc.
Zijn met afstand beste seizoen had Simmonds in 1969 in de 125 cc-klasse. In dit jaar won hij acht van de elf georganiseerde races en werd tweemaal tweede. Daarmee verzekerde Simmonds zich met grote afstand op de Duitse Suzuki-rijder Dieter Braun van de wereldtitel. Tegelijkertijd was dit de eerste wereldtitel voor Kawasaki in het wereldkampioenschap. In 1971 won Simmonds bij de Grand Prix van Spanje zijn enige wedstrijd in de 500 cc-klasse met een Kawasaki H 1 R.

## Racecarrière
Dave Simmonds begon in het begin van de jaren zestig te racen met motorfietsen. Hij reed in nationale Britse wedstrijden met een 50 cc Itom en een 250 cc Greeves. Die laatste motorfiets vond hij niet goed genoeg voor internationale wedstrijden en met steun van zijn ouders schafte hij zich een 125 cc ex-fabrieks-Honda (waarschijnlijk een RC 143 of een 2RC 143) en een 350 cc Honda CR 77 aan. Daarmee kon hij naam maken op de Britse circuits. Op een zakenreis in Japan ontdekte zijn vader een 50 cc Tohatsu in een etalage. Met deze machine werd Dave Simmonds in 1962 nationaal kampioen. Hij startte er in dat jaar ook mee in de Grand Prix van Frankrijk. De nationale titel was voor de Tohatsu-fabriek reden hem ook nieuwe 50- en 125 cc tweecilinders te sturen, maar daar hield de fabriekssteun mee op. Succesvol waren de machines niet, maar Dave Simmonds kon er drie jaar lang ervaring mee opdoen, niet alleen als coureur, maar ook als monteur, omdat hij zelf het onderhoud moest doen. Hij startte er voor het eerst mee in de 50 cc TT (uitgevallen) en de Lightweight 125 cc TT (15e) van 1963.
In 1964, 1965 en 1966 reed hij nog nationale races, maar omdat de TT's en de Ulster Grand Prix ook meetelden voor het wereldkampioenschap wegrace deed hij ook al ervaring op tegen grote buitenlandse coureurs. Zijn beste resultaat in die periode was de vijfde plaats in Ulster in de 350 cc klasse.
In 1966 besloot Kawasaki in het wereldkampioenschap wegrace te gaan aantreden, en Dave Simmonds werd benaderd om de 125 cc racer te berijden. Hij startte met die machine in de GP van Japan, waar hij echter slechts achtste werd.
Vanaf 1967 startte Simmonds met Kawasaki, het merk dat hij tot aan zijn dood trouw bleef, ook nadat de fabriekssteun al lang beëindigd was. In het eerste jaar kwam hij met een Kawasaki KA-1 uit in de 125 cc klasse en met een Kawasaki A 1 R in de 250 cc klasse. In de 125 cc klasse werd hij vijfde in de Franse GP, vierde in de Lightweight 125 cc TT en hij haalde zijn eerste podiumplaats (én de eerste voor Kawasaki) met de derde plaats in de Grand Prix van Finland. Hij eindigde als zevende in het wereldkampioenschap. In de 250 cc klasse eindigde hij als elfde, nadat hij in de Lightweight 250 cc TT vierde en in de TT van Assen vijfde was geworden.
In 1968 reed hij ook met een 350 cc Kawasaki, maar hij scoorde er slechts één punt mee in Assen. In de 250 cc klasse startte hij alleen op het eiland Man en in Assen, maar scoorde geen punten. In de 125 cc klasse scoorde hij alleen een punt in Assen. Opmerkelijk genoeg reed hij op Man in de 125- en de 350 cc klasse (twee keer uitgevallen), maar niet in de 250 cc race.
In 1969 was de officiële fabriekssteun van Kawasaki al beëindigd, waardoor de laatste Japanse fabrikant (na Honda, Suzuki en Yamaha) uit het WK gestapt was. Simmonds mocht zijn racers echter houden, en daardoor was hij kansrijk in de 125 cc klasse. Hij kreeg ook nog volop onderdelen van de fabriek. Alleen Suzuki had haar oude Suzuki RT 67's ook ter beschikking gesteld aan coureurs en daar reden Dieter Braun en Cees van Dongen mee. De Suzuki dateerde echter (zoals ook uit de naam blijkt) uit 1967, en de onderdelenvoorziening was zeer beperkt. Dave Simmonds won in de 125 cc klasse acht van de elf wedstrijden en werd met een enorme voorsprong wereldkampioen. Tijdens dit seizoen reisde hij na de Grand Prix van Tsjecho-Slowakije in juli 1969 naar Engeland om te trouwen met Julie Boddice. Dat hij een echte privérijder was bleek toen hij nog tijdens de trainingen van de GP van Finland zijn motorblok moest vervangen. Dat was in Tsjecho-Slowakije stuk gegaan en hij had geen monteur die het werk voor hem kon doen.
In 1970 staakte Kawasaki ook de levering van onderdelen. Dat betekende dat de kansen keerden, want Yamaha begon (officieel via de importeurs) toch weer fabrieksondersteuning aan coureurs te geven en ook de Suzuki van Dieter Braun was nog steeds erg snel. Derbi mengde zich in de strijd in de 125 cc klasse en Maico bouwde een 125 cc eencilinder die in handen van Börje Jansson erg sterk bleek te zijn. Voor Simmonds werd het dan ook een seizoen met veel mechanische problemen. Als hij niet uitviel scoorde hij nog steeds goed: tweede in Assen en België, derde in Tsjecho-Slowakije, vierde in de DDR en een overwinning in Finland, maar hij werd slechts vierde in de eindstand. Intussen waren er vooral in de Daytona 200 goede resultaten bereikt met de Kawasaki H 1 R, een racer die van de toermotorfiets Kawasaki H 1 500 Mach III stamde. Simmonds schafte er een aan en werd er in de GP van Joegoslavië zesde mee, waardoor hij in de eindstand twintigste werd.
In 1971 deed Dave Simmonds het in de 500 cc klasse zelfs beter dan in de 125 cc. De viertaktmotor van de MV Agusta 500 3C van Giacomo Agostini was veel zuiniger dan de tweetaktmotoren, waardoor de laatsten vaak extra tankstops moesten maken. Dat gold voor de Kawasaki's van o.a. Simmonds en Eric Offenstadt, maar ook voor de Suzuki T 500's van Keith Turner en Rob Bron. Dave Simmonds won de laatste Grand Prix in Spanje, maar werd in de eindstand vierde achter Agostini, Turner en Bron. In de 125 cc klasse won hij de GP van Duitsland, maar werd hij slechts zesde in de eindstand. Hij overtuigde ook zijn zwager Mick Boddice om de verouderde BSA Gold Star motor in zijn zijspancombinatie te vervangen door een 500 cc Kawasaki H 1 R, waarbij hij hem hielp met de tuning van de motor.
In 1972 had MV Agusta met Alberto Pagani een tweede coureur in de 500 cc klasse ingezet, en bovendien zette veel rijders een licht opgeboord 354 cc Yamaha TR 3 in. Die machines waren sneller dan de Kawasaki's en de Suzuki's. Simmonds kwam dan ook slechts één keer op het podium. In de laatste Grand Prix werd hij tweede. Hij eindigde het seizoen in de 500 cc klasse op de zevende plaats. In de 125 cc klasse werd hij derde in Assen en in de eindstand zesde.

## Overlijden
Tijdens een raceweekend op 23 oktober 1972 in Rungis werd Dave Simmonds gealarmeerd door de moeder van Jack Findlay. In diens caravan was een beginnende brand, en Simmonds probeerde die samen met zijn vrouw Julie en Billie Nelson te blussen. Toen in de caravan een gasfles explodeerde raakte Simmonds dodelijk gewond. Zijn vrouw Julie Simmonds-Boddice (de zus van zijspancoureur Mick Boddice) en Billie Nelson werden met lichte brandwonden in het ziekenhuis opgenomen.

## Wereldkampioenschap wegrace resultaten
(Races in vet zijn pole-positions; races in italics geven de snelste ronde aan)
| Jaar | Klasse | Merk     | 1     | 2      | 3      | 4      | 5      | 6     | 7     | 8     | 9     | 10     | 11    | 12    | 13    | Punten | Plaats | Overwinningen |
| ---- | ------ | -------- | ----- | ------ | ------ | ------ | ------ | ----- | ----- | ----- | ----- | ------ | ----- | ----- | ----- | ------ | ------ | ------------- |
| 1963 | 50 cc  | Tohatsu  | SPA - | DUI -  | FRA -  | IOM NC | NED -  | BEL - |       |       | FIN - |        | ARG - | JPN - |       | 0      | -      | 0             |
| 1963 | 125 cc | Tohatsu  | SPA - | DUI -  | FRA -  | IOM 15 | NED -  | BEL - | ULS - | DDR - | FIN - | NAT -  | ARG - | JPN - |       | 0      | -      | 0             |
| 1964 | 50 cc  | Tohatsu  | USA - | SPA -  | FRA -  | IOM 9  | NED -  | BEL - | DUI - |       |       | FIN -  |       | JPN - |       | 0      | -      | 0             |
| 1964 | 125 cc | Tohatsu  | USA - | SPA -  | FRA -  | IOM 9  | NED -  |       | DUI - | DDR - | ULS - | FIN -  | NAT - | JPN - |       | 0      | -      | 0             |
| 1964 | 250 cc | Greeves  | USA - | SPA -  | FRA -  | IOM NC | NED -  | BEL - | DUI - | DDR - | ULS - |        | NAT - | JPN - |       | 0      | -      | 0             |
| 1965 | 50 cc  | Tohatsu  | USA - | DUI -  | SPA -  | FRA -  | IOM NC | NED - | BEL - |       |       |        |       |       | JPN - | 0      | -      | 0             |
| 1965 | 125 cc | Tohatsu  | USA - | DUI -  | SPA -  | FRA -  | IOM NC | NED - |       | DDR - | TSJ - | ULS -  | FIN - | NAT - | JPN - | 0      | -      | 0             |
| 1965 | 250 cc | Honda    | USA - | DUI -  | SPA -  | FRA -  | IOM NC | NED - | BEL - | DDR - | TSJ - | ULS -  | FIN - | NAT - | JPN - | 0      | -      | 0             |
| 1965 | 350 cc | Honda    |       | DUI -  |        |        | IOM NC | NED - |       | DDR - | TSJ - | ULS -  | FIN - | NAT - | JPN - | 0      | -      | 0             |
| 1966 | 50 cc  | Honda    | SPA - | DUI -  |        | NED -  |        |       |       |       |       | IOM 6  | NAT - | JPN - |       | 1      | 13e    | 0             |
| 1966 | 125 cc | Tohatsu  | SPA - | DUI -  |        | NED -  |        | DDR - | TSJ - | FIN - | ULS - | IOM NC | NAT - | JPN - |       | 0      | -      | 0             |
| 1966 | 250 cc | Honda    | SPA - | DUI -  | FRA -  | NED -  | BEL -  | DDR - | TSJ - | FIN - | ULS - | IOM NC | NAT - | JPN - |       | 0      | -      | 0             |
| 1966 | 350 cc | Honda    |       | DUI -  | FRA -  | NED -  |        | DDR - | TSJ - | FIN - | ULS 5 | IOM 8  | NAT - | JPN - |       | 2      | 23e    | 0             |
| 1967 | 125 cc | Kawasaki | SPA - | DUI -  | FRA 5  | IOM 4  | NED -  | BEL - | DDR - | TSJ - | FIN 3 | ULS -  | NAT - | CAN - | JPN - | 3      | 14e    | 0             |
| 1967 | 250 cc | Kawasaki | SPA - | DUI -  | FRA -  | IOM 4  | NED 5  | BEL - | DDR - | TSJ - | FIN - | ULS -  | NAT - | CAN - | JPN - | 5      | 10e    | 0             |
| 1967 | 350 cc | Kawasaki |       | DUI -  |        | IOM NC | NED -  |       | DDR - | TSJ - |       | ULS -  | NAT - |       | JPN - | 0      | -      | 0             |
| 1968 | 125 cc | Kawasaki | DUI - | SPA -  | IOM NC | NED -  |        | DDR - | TSJ - | FIN - | ULS - | NAT 4  |       |       |       | 3      | 14e    | 0             |
| 1968 | 350 cc | Kawasaki | DUI - |        | IOM NC | NED 6  |        | DDR - | TSJ - |       | ULS - | NAT -  |       |       |       | 1      | 18e    | 0             |
| 1969 | 125 cc | Kawasaki | SPA - | DUI 1  | FRA 2  | IOM 1  | NED 1  | BEL 1 | DDR 1 | TSJ 1 | FIN 1 |        | NAT 1 | JOE 2 |       | 90     | 1e     | 8             |
| 1969 | 250 cc | Kawasaki | SPA - | DUI -  | FRA -  | IOM NC | NED -  | BEL 9 | DDR - | TSJ - | FIN - | ULS -  | NAT 8 | JOE - |       | 5      | 31e    | 0             |
| 1969 | 350 cc | Kawasaki | SPA - | DUI 10 |        | IOM 17 | NED -  |       | DDR 9 | TSJ - | FIN - | ULS -  | NAT - | JOE - |       | 3      | 40e    | 0             |
| 1970 | 125 cc | Kawasaki | DUI - | FRA NC | JOE -  | IOM NC | NED 2  | BEL 2 | DDR 4 | TSJ 3 | FIN 1 |        | NAT - | SPA - |       | 57     | 4e     | 1             |
| 1970 | 500 cc | Kawasaki | DUI - | FRA 12 | JOE 6  | IOM -  | NED -  | BEL - | DDR 8 |       | FIN - | ULS -  | NAT - | SPA 9 |       | 10     | 20e    | 0             |
| 1971 | 125 cc | Kawasaki | OOS - | DUI 1  | IOM -  | NED -  | BEL -  | DDR - | TSJ 4 | ZWE 5 | FIN 5 |        | NAT 6 | SPA 4 |       | 48     | 6e     | 1             |
| 1971 | 250 cc | Kawasaki | OOS - | DUI -  | IOM -  | NED -  | BEL -  | DDR - | TSJ 9 | ZWE - | FIN - | ULS -  | NAT - | SPA - |       | 2      | 42e    | 0             |
| 1971 | 500 cc | Kawasaki | OOS - | DUI -  | IOM -  | NED 3  | BEL -  | DDR - |       | ZWE 6 | FIN 2 | ULS -  | NAT 3 | SPA 1 |       | 52     | 4e     | 1             |
| 1972 | 125 cc | Kawasaki | DUI 4 | FRA 4  | OOS -  | NAT -  | IOM -  | JOE - | NED 3 | BEL 7 | DDR - | TSJ -  | ZWE - | FIN 5 | SPA 4 | 44     | 6e     | 0             |
| 1972 | 500 cc | Kawasaki | DUI 4 | FRA -  | OOS -  | NAT -  | IOM -  | JOE - | NED 4 | BEL - | DDR - | TSJ -  | ZWE 4 | FIN 5 | SPA 2 | 42     | 7e     | 0             |